# امیره نورالدین
امیره نورالدین داود (۱۹۲۵ – ۷ آوریل ۲۰۲۰) شاعر و دانشگاهی عراقی بود. در بغداد زاده شد. پس از پایان تحصیلات متوسطه در آنجا، در سال ۱۹۴۳ به دانشگاه فؤاد اول قاهره پیوست و در سال ۱۹۴۷ مدرک کارشناسی زبان و ادبیات عربی گرفت، سپس در سال ۱۹۵۷ مدرک کارشناسی ارشد را از همان دانشگاه دریافت کرد. او به عنوان معلم زبان عربی در مدارس متوسطه، سپس در دانشکدهٔ ادبیات در دانشگاه بغداد و به عنوان رئیس پژوهشگاه هنرهای کاربردی مشغول به کار شد. او شعرهای خود را در بسیاری از مجلات و روزنامه‌های عراقی و عربی منتشر کرد. به زبان‌های ترکی، فارسی، انگلیسی و فرانسوی مسلط بود. در سن ۹۵ سالگی در زادگاهش درگذشت.

## زندگی و پیشه
امیره نورالدین داود آل سلیم در سال ۱۹۲۵ در بغداد به دنیا آمد. خانواده‌اش اصالتاً اهل موصل هستند، پدرش در اواخر دوران عثمانی به بغداد آمد. تحصیلات ابتدایی، راهنمایی و متوسطهٔ خود را بین سالهای ۱۹۳۱–۱۹۴۳ در آنجا به پایان رساند. به قاهره سفر کرد و به دانشکدهٔ ادبیات در دانشگاه فؤاد اول (بعدها دانشگاه قاهره نام گرفت) پیوست و در سال ۱۹۴۷ مدرک لیسانس ادبیات را گرفت. سپس به دانشکدهٔ ادبیات در دانشگاه قاهره رفت و در سال ۱۹۵۷ مدرک فوق لیسانس ادبیات عرب را با عنوان پایان‌نامه «شعر عامیانه در فرات میانه» فرا گرفت.
از سال ۱۹۴۷ تا ۱۹۶۳ به عنوان معلم در دورهٔ متوسطه کار کرد. سپس دستیار تدریس در دانشکدهٔ دخترانه و معلم آنجا از سال ۱۹۶۳ تا ۱۹۶۹ بود. سپس تا سال ۱۹۷۵ در دانشکدهٔ ادبیات دانشگاه بغداد به تدریس پرداخت. او در سمت‌های آکادمیک پیشرفت کرد و تا زمانی که در سال ۱۹۹۲ به سن قانونی بازنشستگی رسید، به ریاست پژوهشگاه هنرهای کاربردی وابسته به سازمان موسسات هنری در وزارت آموزش عالی و تحقیقات علمی منصوب شد. او در سال ۱۹۸۴ تا ۱۹۸۸ به عنوان عضو مجلس ملی انتخاب شد. در سال ۱۹۹۶ به عنوان یکی از اعضای فعال آکادمی علمی عراق انتخاب شد. او در تعدادی از سمینارها و کنفرانس‌های ملی، عربی و بین‌المللی، از جمله کنفرانس‌های فدراسیون عربی برای آموزش فنی که بین سال‌های ۱۹۸۱–۱۹۸۹ در بغداد، عمان و مراکش برگزار شد، کنفرانس اتحادیه جهانی پارلمانی که در سال ۱۹۸۵ در توگو برگزار شد، شرکت کرد.

## شعر او
پدرش (درگذشتهٔ ژانویهٔ ۱۹۵۵) او را تشویق به سرودن شعر کرد و او مجموعه شعرهای شاعر مصری علی الجارم را خواند. در دوران مدرسه شعر می‌سرود. پیش از ورود به دانشگاه به دلیل گرایش شدیدش به شعر، عروض خواند. او انگلیسی آموخت و به زبان‌های ترکی و فارسی مسلط شد که به او کمک کرد تا آثار محمد اقبال را از فارسی ترجمه کند. نورالدین اشعارش را در بسیاری از مجلات و روزنامه‌های عراقی و عربی منتشر کرد. تحت تأثیر شاعران مکتب رمانتیک مانند علی محمود طه، جبران خلیل جبران و ایلیا ابوماضی قرار گرفت. بیشتر اشعارش اجتماعی و ملی است و به شعر آزاد گرایشی نداشت و بر موضوعات عرب‌گرایی، ناسیونالیسم و انقلاب علیه استعمار متمرکز بود که با شرایط دورهٔ زمانی که او در آن زندگی می‌کرد، سازگار است. سلمان هادی الطعمه در کتاب «شاعران زن معاصر عراق» او را به عنوان «بلبل عراق» توصیف کرد و امیل یعقوب در کتاب «فرهنگ شاعران از آغاز عصر نهضت» دربارهٔ شعر او گفته که دارای «موضوعات خوب، واقعی، متنوع و با تصویر خلاقانه زیبا» است.

## آثار
- أنداء وظلال: مجموعه شعر.
- الشعر الشعبي في العراق في منطقة الفرات الأوسط: پایان‌نامه.
- درر من شعر إقبال:شاعر الاسلام وفيلسوفه: ترجمه، چاپخانهٔ المعارف، بغداد، ۱۹۵۱.